# ヒリス・モスタールト
ヒリス・モスタールト（Gillis Mostaert de Oude、1528年11月27日(または28日) – 1598年12月28日）は16世紀フランドルの画家である。16世紀後半のアントウェルペンで活動し、風俗画や風景画や歴史画を描いたことで知られる。同名の画家の息子、Gillis Mostaert de Jongeと区別するために「de Oude(the Elder)」が付けられることがある。アントウェルペンで大きな工房を運営し、多くに作品を制作した。

## 略歴
フルストで画家の息子に生まれた。同時代の画家で、伝記作家のカレル・ヴァン・マンデルの伝記から、祖父が有名な画家のヤン・モスタールト(Jan Mostaert: c.1475–1552/1553)とされてきたが、近年の研究はヤン・モスタールトの親類であったことが疑わしいとしている  。双子の兄弟のフランス・モスタールト(Frans Mostaert: 1528-1560)も画家になった。
フランス・モスタールトは風景画家のヘッリ・メット・デ・ブレス(Herri met de Bles)に学び、ヒリス・モスタールトは1550年頃から幻想的で怪異な風景画を描いたヤン・マンデイン(Jan Mandijn: c.1500-c.1560)の弟子になったとされる。1555年にアントウェルペンの聖ルカ組合に、兄弟は登録されたとされるが、フランス・モスタールトのほうが先に親方になり、ヒリスがフランスの弟子として登録されたとも考えられている。当時アントウェルペンを代表する画家、フランス・フロリス(Frans Floris: 1519–1570)の工房でマルテン・ファン・クレーフェ(Marten van Cleve: c.1527– 1581)やマールテン・デ・フォス(Marten de Vos, Maarten: 1532–1603)とともに働いたとされる。1563年に結婚し6人の子供が生まれた。
アントウェルペンの風景画ジャンルの発展に貢献し、大きな工房を運営したが、気前よく金を使い、亡くなった時には多くの借金を残し、工房の資材は売り払わなければならなかった。